# KickSat

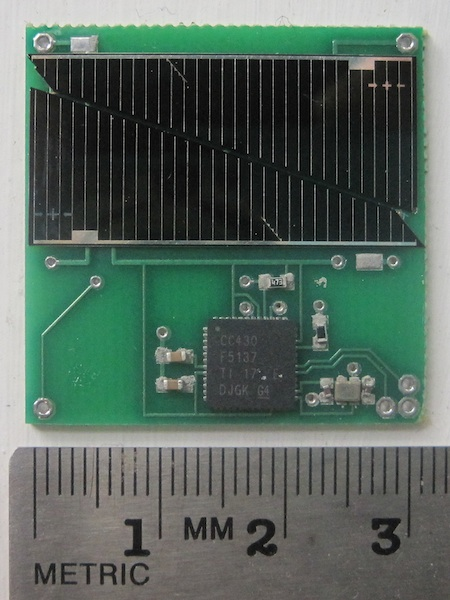
KickSat Spriteの試作品.

KickSatは2011年の8月に始まった超小型衛星 のプロジェクトである。このプロジェクトの目的はCubeSatから多くの超極小型衛星(femtosatellite)を射出することである。
KickSatで用いられる超極小型衛星の最大の特徴はそのサイズで、大きめの切手
か、クラッカー並みとであると表現される。
この射出ミッションは現在、2013年後半に開始される予定である。

## 歴史
このプロジェクトは "クラウドファンディング"であるKickstarterを通じて資金調達を果たし開始された。
このプロジェクトの魅力のひとつとして"個人の宇宙体験"が挙げられる。つまり、実質的に自分自身の衛星を入手可能で、かつ、自分自身の小型衛星を自分自身でオペレーションできるのだ。

## デザイン
各Sprite femtosatellite（Spriteは妖精、Femtosatelliteは超極小型衛星の意）は、数バイト長程度のとても短いメッセージを地上基地のネットワークに届けるための最小限の構成でデザインされている。
また、十分な資金提供を行った者には自分自身のSpriteをカスタマイズする為のファームウェア 開発キットが送られた。
これらのSpriteはいくつかの編隊を組むことが可能である。それらの編隊のうちひとつは英国惑星間協会によって命名が行われる予定である。
また、London Hackspaceは彼ら自身の地上基地について活動を開始した。

## ミッションの開始
KickSatは、2013年9月に予定のSpaceX CRS-3によるISS民間再補給ミッションにて実施される計画である。

## 参照
1. ↑  Radu Tyrsina (2011年10月11日). “KickSat to Launch Postage Stamp-sized Satellites into Space for $300”.  Mobile Magazine. 2011年10月16日閲覧。
2. ↑  Fish, Elizabeth (2011年11月14日). “Explore Space With A Spacecraft The Size Of A Postage Stamp”. Geek Tech (blog).  PCWorld. 2011年11月15日閲覧。
3. ↑  
Garling, Caleb (2012年12月24日). “Personal satellites that fly into space”. San Francisco Chronicle 2012年12月26日閲覧。
4. 1 2  
Bruce Dorminey (2012年11月28日). “First Kickstarter Funded Satellites To Launch In 2013”. Forbes 2012年12月26日閲覧。
5. ↑  Zachary Manchester (2011年10月4日). “KickSat -- Your personal spacecraft in space!”.  Kickstarter. 2011年10月16日閲覧。
6. ↑  Mark Brown (2011年10月10日). “Kickstarter project will launch hundreds of personal satellites into space”.  Wired UK. 2011年10月16日閲覧。
7. ↑  Wayne Hall (2011年11月17日). “An orbit of your own, "KickSat" crowdsources spaceflight”.   Kentucky Science & Technology Corporation. 2011年11月20日閲覧。
8. ↑  Boonsri Dickinson (2011年10月10日). “Send your own satellite into space”.  CNET. 2011年10月18日閲覧。
9. ↑  Michael Doornbos (2011年10月21日). “Evadot Podcast #86 – Would you like to have your own spacecraft in space? Kicksat.org says you can”.   Evadot.com. 2011年11月20日閲覧。
10. ↑  Peter Murray (2011年10月15日). “Sprites – The Computer Chip-Sized Spacecraft That Will Send You a Text Message (for $300)”.   Singularity Hub. 2011年10月16日閲覧。
11. ↑  John Biggs (2011年10月9日). “KickSat: Send Tiny DIY Satellites Into Space”.  Techcrunch. 2011年10月16日閲覧。
12. ↑  Andrew Vaudin (2011年10月24日). “Join the BIS in space”. www.bis-space.com: Featured Articles.  British Interplanetary Society. 2011年10月25日閲覧。
13. ↑  Trevor Hawkins (M5AKA) (2011年11月19日). “London Hackspace work on HackSat1”.  AMSAT-UK. 2011年11月20日閲覧。
14. ↑  
“Worldwide Launch Schedule”.  Spaceflight Now. 2012年12月3日閲覧。